# Medicina (Bolonha)
Medicina é uma comuna italiana da região da Emília-Romanha, província de Bolonha, com cerca de 13.276 habitantes. Estende-se por uma área de 159 km², tendo uma densidade populacional de 83 hab/km². Faz fronteira com comunilimitrofi =Budrio, Molinella, Massa Lombarda, Dozza, Imola, Castel San Pietro Terme, Ozzano dell'Emilia, Castenaso.

## Demografia
| Variação demográfica do município entre 1861 e 2011                               |
|                                                                                   |
| Fonte: Istituto Nazionale di Statistica (ISTAT) - Elaboração gráfica da Wikipedia |